# Nikolaj Nikolaevič Sapunov
Nikolaj Nikolaevič Sapunov (in russo Николай Николаевич Сапунов?; Mosca, 29 dicembre 1880 – Zelenogorsk, 29 giugno 1912) è stato un pittore e scenografo russo.

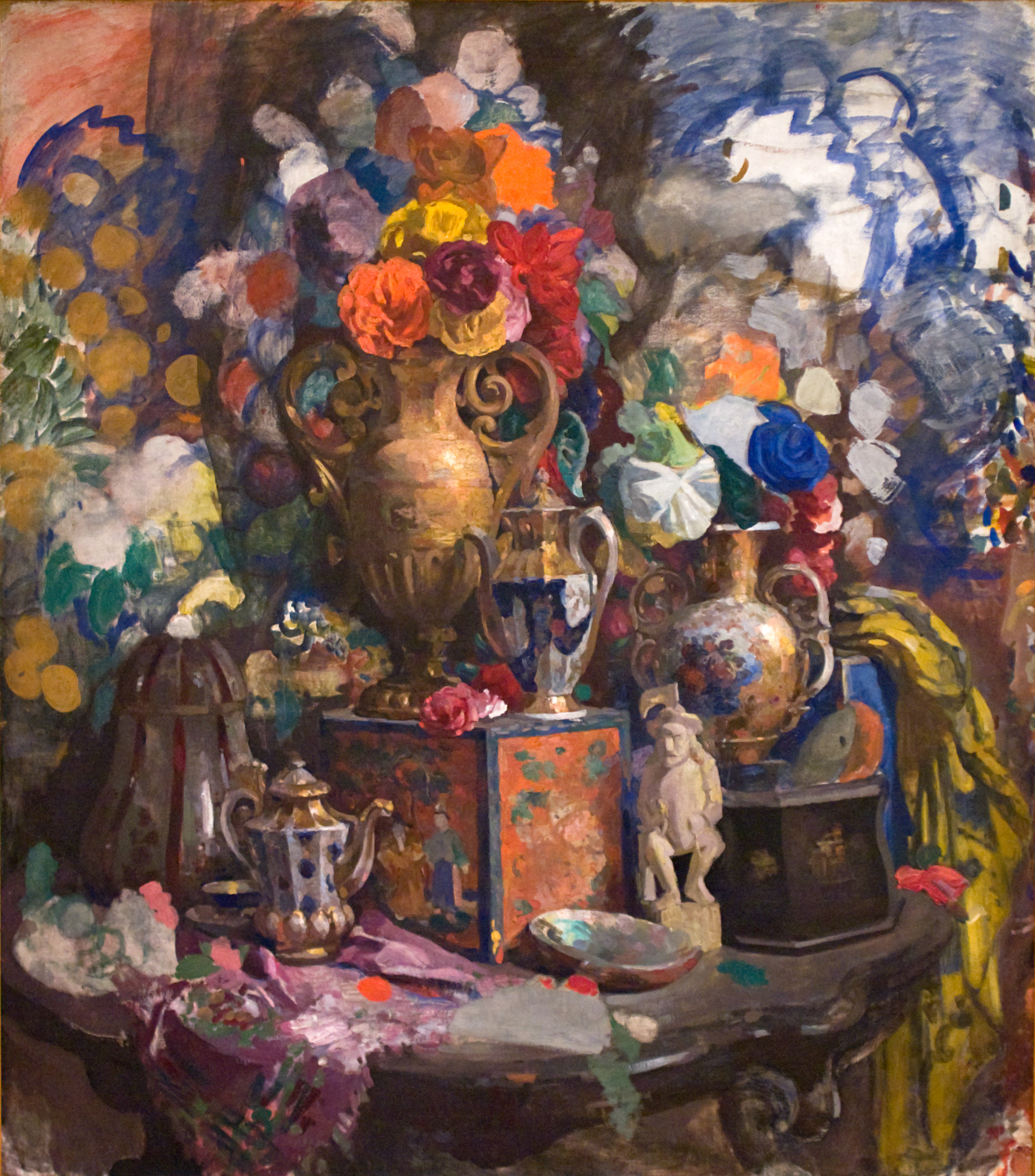

Studiò alla Scuola di pittura, scultura ed architettura di Mosca sotto la guida di Isaak Levitan e all'Accademia d'Arte di San Pietroburgo.
Assieme a Sergej Jur'evič Sudejkin Sapunov fu, tra gli scenografi russi, colui che permise la rottura definitiva con i "modellini" del Teatro d'Arte russo verso la scenografia fatta di nuovi e più semplici mezzi di espressione del Teatro Studio. Sapunov fu incaricato di risolvere "La Morte di Tintagiles" che si sarebbe dovuta svolgere su una superficie piana, secondo un metodo convenzionale, il che demoralizzò tutti gli altri scenografi. Con Sapunov si comincia a saggiare il rifiuto per i famosi "modellini" iper studiati del teatro dell'arte, a favore dell'uso di bozzetti e il sapiente uso del colore per progettare le scene.
Morì tragicamente molto giovane, annegando nel Golfo di Finlandia.